# 青年エジプト党
青年エジプト党(アラビア語: Hizb Misr El-Fatah、英語: Young Egypt Party)は、エジプトにかつて存在した政党。青年エジプト協会（Young Egypt Society)ともいう。

## 沿革
1933年10月、弁護士のアフメド・フサインによって宗教の本質とともにある急進的ナショナリズムとの政党として結成された。党の目的は、エジプト、スーダン、その他のアラブ諸国との同盟によってエジプト帝国をつくり、イスラムの指導者を目指すとされた。
結党の背景には、1923年のエジプト首相イスマイル・シドゥキ（Ismail Sidqi)による憲法廃棄とその後のエジプト社会の混乱があるとされる。

### 緑シャツ隊
青年エジプト党は、エジプトの若者を集めた準軍事組織の緑シャツ隊を組織し、エジプトを支配していた大英帝国と敵対していたナチス・ドイツを賞賛した。
1930年代の全盛期の緑シャツ隊は、ワフド党の青シャツ隊と敵対した。1937年11月にはムスタファ・エル・ナハス・パシャ暗殺未遂事件が発生。エジプト政府は1938年に緑シャツ隊に解散を命じた。

### 再結成
しかし、1940年には民族主義イスラム党(Nationalist Islamic Party)と改称して再結成し、反イギリスの立場と宗教的性格をもっと鮮明にさせた。

## 戦後
第二次世界大戦後にはエジプト社会党(Socialist Party of Egypt)と改称した。同党からは1951年に副大統領となったイブラヒム・シュクリを輩出した。しかし、1952年のエジプト革命によって、他の政党とともに1953年に解散を命じられた。
その後、イブラヒム・シュクリはエジプト社会労働党を1978年に結成、その組織はアル・シャーブ(Al-Sha'ab)とよばれた。

## 1989年の再結成
1989年10月12日、もとの名前の「青年エジプト党」として再び結成された。